# Dipsastraea camranensis
Espèce
Dipsastraea camranensis est une espèce de coraux appartenant à la famille des Merulinidae.